# Henri Gaillard de Saint Germain
Henri Marie Raoul Gaillard de Saint Germain, né le 30 juin 1878 à Saint-Malo (Ille-et-Vilaine) et mort le 19 décembre 1951 à Saint-Jean-le-Blanc (Loiret), est un escrimeur français, maniant le sabre.

## Carrière
Henri de Saint Germain participe aux épreuves individuelle et collective de sabre lors des Jeux olympiques d'été de 1920 à Anvers et remporte la médaille d'argent à l'issue de la seconde épreuve. Il est aussi présent lors des Jeux olympiques d'été de 1924 à Paris où il concourt seulement à l'épreuve individuelle.